# اگریوس
آرونس تارکوئینیوس (به لاتین: Arruns Tarquinius)مشهور به اِگِریوس فرزند آرونس تارکوئینیوس و برادرزادهٔ لوکیوس تارکوئینیوس پریسکوس (پنجمین پادشاه روم) بود. لوکرتیا عروس او بود، زنی که مورد تجاوز سکستوس تارکوئینیوس قرار گرفت و حوادث متعاقبش منجر به تأسیس جمهوری روم شد.

## زندگی
برطبق گفتهٔ تیتوس لیویوس در کتاب از پیدایش روم، پدرش آرونس تارکوئینیوس بود، او نیز پسر دماراتوس اهل کورینت بود. این دماراتوس از شهروندان کورینت، واقع در یونان، بود که به‌سبب آشوب و ناآرامی‌های داخلی از شهرش به شبه‌جزیره ایتالیا مهاجرت کرد و در تارکوئینیئی (از شهرهای اتروسکان) ساکن شد و در آنجا با زنی اتروسکی ازدواج کرد و او را دو پسر آمد که نامشان را لوکومو (لوکیوس تارکوئینیوس پریسکوسِ بعدی) و آرونس گذاشت. آرونس زودتر از پدرش درگذشت و همسرش را آبستن باقی گذاشت. دماراتوس، بی‌خبر از حاملگی عروسش، درگذشت و در نتیجه هیچ ارثی برای آن جنین نماند و او در فقر متولد شد و به‌سبب این فقر ملقب به اگریوس شد که در لاتین به‌معنای «مستمند، حاجتمند» است. پس تمام ثروت دماراتوس به لوکومو رسید و او با زنی اشرافی و ثروتمند به‌نام تاناکوئیل ازدواج کرد و، به‌توصیهٔ او، برای بهبود موقعیت اجتماعی‌اش باهم به شهر تازه‌تأسیس روم مهاجرت کردند و در آنجا نام «لوکیوس تارکوئینیوس پریسکوس» را بر خویش نهاد و به‌کمک ثروت همسرش و با خوش‌خدمتی و زرنگ‌بازی توانست نام خود را معروف رومیان کند، چنان‌که به دربار پادشاه روم، آنکوس مارکیوس، نیز راه یافت و به‌تدریج جزو محارم شاه شد و حتی پس از مرگ شاه چنان زرنگی کرد که به‌عنوان پنجمین پادشاه روم نیز برگزیده شد. تارکوئینیوس پریسکوس در دوران سلطنتش شهر لاتین کولاتیا را تصرف کرد و برادرزاده‌اش اگریوس را به فرمانداری آن گماشت و اگریوس در آنجا صاحب پسری به‌نام لوکیوس تارکوئینیوس کولاتینوس شد و از آن پس فرزندان و نوادگانش نام خانوادگی کولاتینوس داشتند که یک صفت نسبی لاتین به‌معنای «منسوب به کولاتیا، اهل کولاتیا» است. این لوکیوس تارکوئینیوس کولاتینوس لوکرتیا را به زنی گرفت، زنی که مورد تجاوز سکستوس تارکوئینیوس (پسرِ آخرین پادشاه روم) واقع شد و این واقعه منجر به خیزش مردم و براندازی پادشاهی روم و تأسیس جمهوری روم در ۵۰۹ ق.م.شد. کولاتینوس به‌همراه لوکیوس یونیوس بروتوس نخستین کنسول این جمهوری شد.